# Ерік Гейнрікс
Аксель Ерік Гейнрікс (фін. Axel Erik Heinrichs; 21 липня 1890, Гельсінкі, Російська імперія — 16 листопада 1965, Гельсінкі, Фінляндія) — фінський військовий діяч, генерал піхоти Збройних сил Фінляндії, начальник Генерального штабу Фінляндії у 1940—1941 та 1942—1944 роках, учасник і герой Зимової війни, Карельської кампанії та Лапландської війни. По завершенню Другої світової війни — почесний доктор філософії Гельсінського університету та письменник. 

## Життєпис
Народився в сім'ї доктора філософії Акселя Гейнрікса і Йоганни Матильди Рьоннгольм.
Під час Першої світової війни приєднався до руху єгерів і служив в 27-му Королівському прусському єгерському батальйоні. Повернувшись до Фінляндії, очолив 7-й єгерський батальйон, брав участь у боях при Тампері і на Карельському перешийку.
Надалі служив в Генеральному штабі, в 1925—1928 роках навчався у Франції, командував 1-ю дивізією, був інспектором Міністерства оборони.
Після початку Зимової війни був призначений командувачем 3-м армійським корпусом, який відповідав за оборону східної частини Карельського перешийка, а 19 лютого 1940 року — командувачем армією Карельського перешийка .
Після закінчення війни командував сухопутними силами, очолював Генеральний штаб з 16 травня 1940 по 29 червня 1941 року і з 29 січня 1942 по 6 жовтня 1944 року. Як представник головнокомандувача відповідав за військові відносини з Німеччиною в січні-лютому і в травні-червні 1941 року. Командував Карельською армією (29 червня 1941 — 29 грудня 1942) під час захоплення Східної Карелії.
Найближчий радник Маннергейма в питаннях військової політики в 1941—1945 роках і експерт під час переговорів щодо договору про дружбу, співробітництво і взаємодопомогу 1948 року. Після закінчення війни-продовження з 31 грудня 1944 року по 30 червня 1945 командував Силами оборони, пішов у відставку, коли відкрилося «справа про приховування зброї фінськими військовослужбовцями для опору можливому приходові комуністів до влади».
Похований на кладовищі Кулосаарі в Гельсінкі.

## Нагороди
- Пам'ятна медаль визвольної війни
- Медаль «За Зимову війну»
- Пам'ятний хрест Війни братніх народів
- Інгерманландський хрест Білої Стіни
- Орден Хреста Свободи
  - 3-го класу з мечами
  - Великий хрест з мечами (6 липня 1940)
- Хрест Маннергейма
  - 2-го класу (5 лютого 1942)
  - 1-го класу (31 грудня 1944)
- Орден Білої троянди
  - Командор
  - Командор 1-го класу
- Почесний доктор університету Гельсінкі (1957).

### Іноземні нагороди
- Залізний хрест 2-го класу (Королівство Пруссія)
- Орден Орлиного хреста 2-го класу (Естонія)
- Офіцер ордена Почесного легіону (Франція)
- Командор ордена Трьох Зірок (Латвія)
- Орден Великого князя Литовського Гедиміна
  - Великий командор
  - Кавалер Великого хреста
- Командорський хрест із зіркою ордена Відродження Польщі
- Орден Михая Хороброго 3-го класу (Румунія)
- Орден Меча (Швеція)
  - Командор
  - Кавалер Великого хреста

#### Нагороди Третього Рейху
- Почесний хрест ветерана війни з мечами
- Застібка до Залізного хреста 2-го класу
- Залізний хрест 1-го класу
- Німецький хрест в золоті (17 серпня 1943)
- Лицарський хрест Залізного хреста (5 серпня 1944)

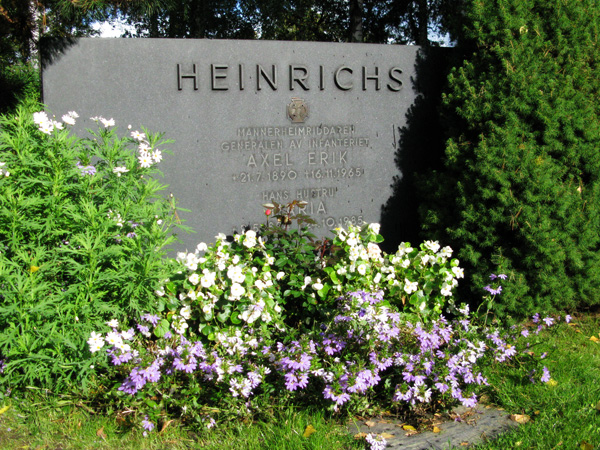
Його могила на кладовищі в Гельсінкі